# Lluís Solà Padró
Lluís Solà Padró (Santa Coloma de Queralt, 1 de gener de 1891 - Tarragona, 20 d'octubre de 1939) va ser el primer alcalde republicà de Santa Coloma de Queralt. Condemnat a mort per un consell de guerra sumaríssim, morí afusellat el dia 20 d'octubre de 1939 a Tarragona.

## Santa Coloma de Queralt. 1891-1931
Nascut al si d'una família pagesa molt humil, Lluís Solà va tenir cura de la seva formació, primer a l'escola, els pocs anys que hi pogué assistir, i després com a autodidacte, principalment a través de les seves lectures. Va fer el servei militar a Girona els anys 1912 i 1913, aconseguint-hi el grau de caporal.
El 21 d'abril de 1917 va contreure matrimoni amb Carme Tolosa Domingo, de Santa Coloma de Queralt (1895-1976). Tingueren cinc fills.
Atret pel món de la tenidoria de llibres, Lluís Solà aprengué l'ofici de comptable, que exercí primer en una fàbrica de teixits, després en un negoci de compra i venda de cereals, i finalment a la Societat Anònima Cros, en la seva agència de Santa Coloma de Queralt.
Entre el 1925 i el 1926 es traslladà amb la seva família a Sarral (Conca de Barberà), on li havien ofert una més bona col·locació com a comptable. Tenia al seu càrrec tres seccions diferents, a la casa anomenada Cano: una farinera, una fàbrica de ciment i l'empresa d'autos de línia, "La Sarralenca". Molt aviat, però, retornà a Santa Coloma de Queralt per establir-s'hi definitivament, reincorporant-se a la seva feina de comptable en el negoci de cereals.

## Alcalde de Santa Coloma de Queralt. 1931-1934
El 14 d'abril de 1931, després de les eleccions municipals celebrades el dia 12, es proclamà la Segona República Espanyola. L'endemà, dia 15, es constituí l'Ajuntament provisional de Santa Coloma de Queralt, i es designà alcalde, per aclamació, a en Lluís Solà, en representació de l'Esquerra Republicana de Catalunya; mai no estigué afiliat al partit, però en compartia els ideals polítics i socials.

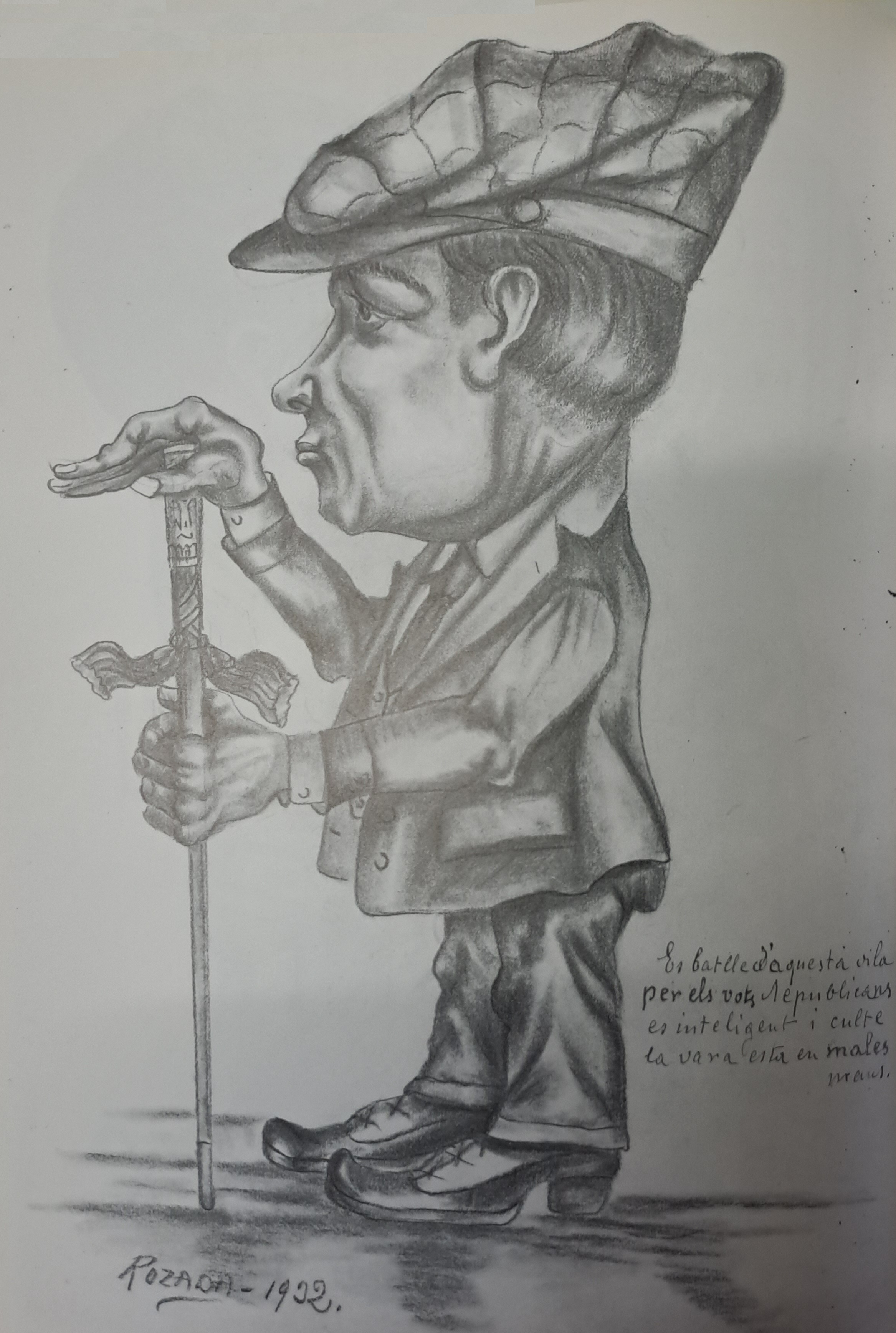
Lluís Solà, caricaturitzat per Ramon Rozada

De la seva gestió municipal se'n pot destacar la preocupació per millorar l'educació dels infants, i la seva sensibilitat social, en uns moments molt delicats de crisi econòmica. Va projectar la construcció d'un modern complex escolar, per a nois i noies, del qual el president de la Generalitat de Catalunya, Francesc Macià i Llussà, va posar la primera pedra el dia 24 de juny de 1932. Aquest projecte no el va poder realitzar, i el consistori posterior al 6 d'octubre de 1934 el desestimà. En l'àmbit social, amb la finalitat de pal·liar els efectes de l'atur, va promoure la creació de brigades municipals, que treballaren sobretot en el millorament de la xarxa viària de la vila de Santa Coloma de Queralt. Dotà també la població d'una nova legislació, les Ordinacions Municipals de 1933.
L'Ajuntament presidit per Solà va fer aportacions econòmiques i de material sanitari a la Casa de Salut, inaugurada el 1930. En l'àmbit de les comunicacions, va promoure el projecte de desviació de la carretera i exterior i l'acondicionament i asfaltat de les interiors. Durant la seva batllia, va crear l'Elèctrica Municipal de la Santa Coloma de Queralt. Solà també va contribuir a l'embelliment artístic de la Vila amb tasques de conservació de lles Fonts de les Canelles (supressió d'un quiosc proper) i el campanar (retorn de la barana al seu estat primitiu), la construcció de les escales del Pati del Castell, i l'arranjament de la Plaça Major (construcció de voreres sota les voltes) i els carrers Mn. Cinto Verdaguer, Marxants, Quarteres i plaça del Portal.

## El 6 d'octubre de 1934
En les eleccions municipals del 14 de gener de 1934, a Santa Coloma de Queralt tornà a guanyar l'Esquerra Republicana de Catalunya, i Lluís Solà fou reelegit alcalde. Poc després, per incompatibilitat amb el seu càrrec públic i amb el seu pensament polític, fou acomiadat de la feina. En trobar-se, doncs, de cop i volta, sense recursos per a mantenir la seva nombrosa família, prengué la greu decisió de dimitir el càrrec d'alcalde, pensant recuperar així el seu lloc de treball, del qual no podia prescindir. El consell municipal rebutjà dues vegades per unanimitat el seu escrit de renúncia. Finalment, davant la seva insistència i la gravetat de les seves raons, la corporació hi accedí. La dimissió li fou acceptada oficialment el dia 22 d'agost de 1934.
El 6 d'octubre de 1934, mentre el país vivia una situació política i social molt tensa, el president de la Generalitat, Lluís Companys i Jover, proclamà l'Estat Català. El moviment fracassà, contundentment reprimit, si bé amb escassa resistència i amb poc vessament de sang, pel general Domènec Batet i Mestres, cap de la Quarta Divisió Orgànica, que no es decidí a obeir la consigna del president Companys. Aquest i el seu govern foren detinguts i processats. La repressió fou molt dura: el Parlament de Catalunya i el Govern de la Generalitat foren dissolts, i l'Estatut suspès indefinidament.
En el marc d'aquests fets, el 29 d'octubre, Lluís Solà fou detingut al seu domicili per la Guàrdia Civil sota l'acusació d'haver intervingut en l'organització del moviment revolucionari. Va passar quaranta dies reclòs al vaixell-presó "Manuel Arnús", ancorat al port de Tarragona. El jutge, en prendre-li declaració, ni tan sols el processà, i sortí en llibertat a primers de desembre. Fou l'únic detingut per aquests fets a Santa Coloma de Queralt.

## La Guerra Civil. 1936-1939
Després de passar prop de dos anys en atur, a principis de 1936 la Societat Anònima Cros oferí a Lluís Solà la plaça de delegat de l'Agència de Santa Coloma, que havia quedat vacant. El dia 31 de març signava el contracte: es tractava d'una bona col·locació, força ben remunerada, amb perspectives de futur.
El 16 de febrer hi hagué eleccions, que donaren el triomf al Front Popular. Això comportà el restabliment de la Generalitat, el Parlament i els Ajuntaments anteriors al 6 d'octubre de 1934. Lluís Solà es negà, quan li ho proposaren des de l'Ajuntament, a fer cap mena de delació o a presentar cap denúncia amb relació a la seva detenció.
Durant la Guerra Civil, Lluís Solà es dedicà exclusivament a treballar per guanyar el pa de la seva família, sense intervenir en política. Obligat per les circumstàncies bèl·liques, a partir del 16 de febrer de 1937 hagué d'assumir també la responsabilitat interina de la Delegació de la Casa Cros —ara Col·lectivitat Cros— a Montblanc, on es desplaçà amb regularitat durant tot el període bèl·lic.
La vila de Santa Coloma de Queralt fou ocupada per les tropes nacionals —concretament per la divisió italiana Littorio, a les ordres del general Gambara— el dia 14 de gener de 1939. Malgrat la forta resistència de l'exèrcit republicà, aquest fet suposà l'acabament de la guerra a la vila.

## Detenció i procés sumaríssim. 27 de gener - 23 de juny de 1939

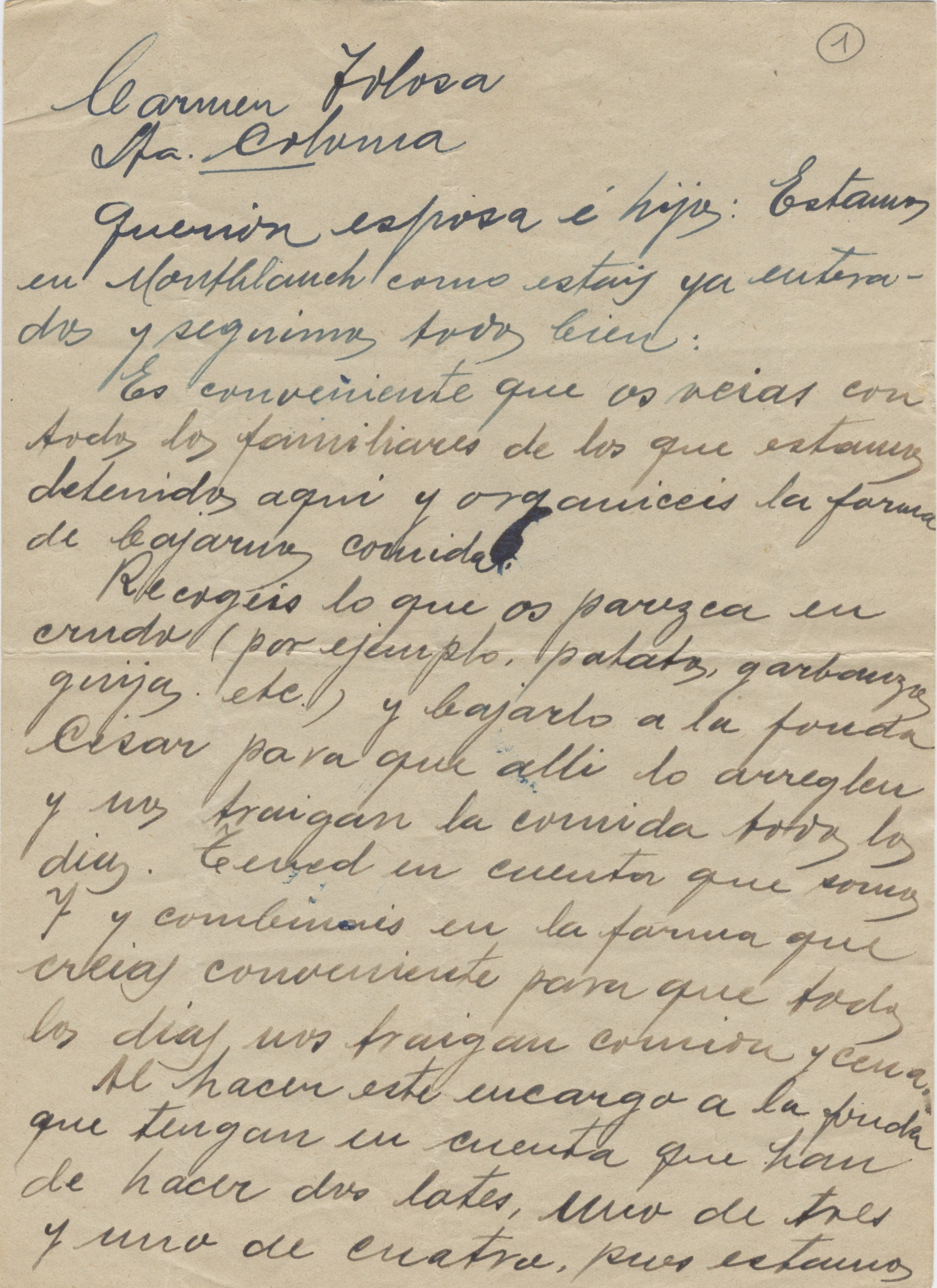
1a carta de la presó, 31 gener 1939

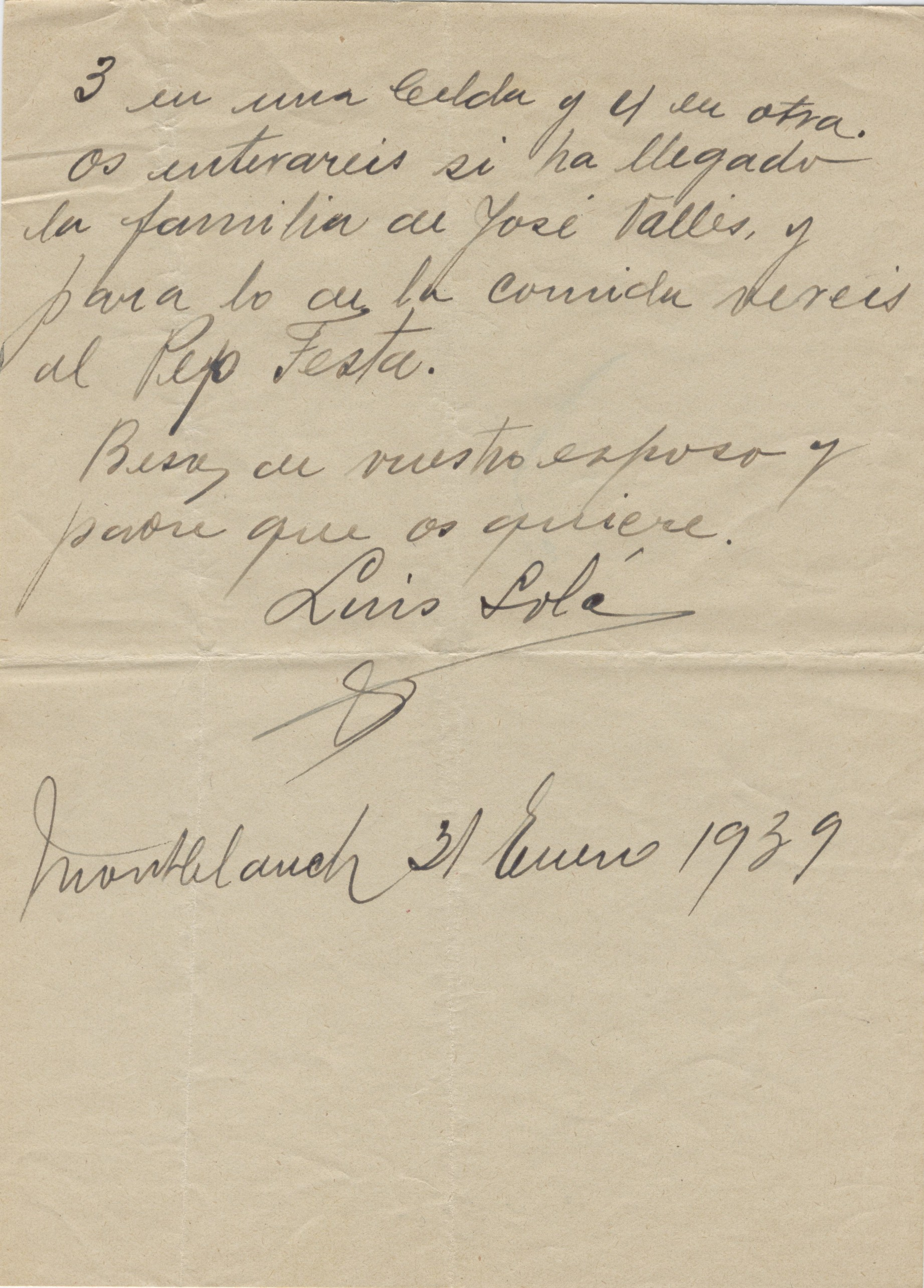
1a carta de la presó, 31 gener 1939

El divendres 27 de gener de 1939, Lluís Solà fou detingut per la Guàrdia Civil al seu domicili, al núm. 9 de la carretera de Sant Vicenç. S'endugueren tots els diners que hi havia a casa, la majoria, de cobraments de la Casa Cros, i els pocs estalvis dels seus fills. L'endemà, 28 de gener, ingressà a la presó de Montblanc, on romangué mentre durà la instrucció del procés, feta pel procediment sumaríssim d'urgència. Va prestar declaració el 17 de febrer i el 31 de maig. En el resum dels fets previ a la celebració del consell de guerra se’l considerà assessor dels comitès antifeixistes de Santa Coloma de Queralt i de Santa Perpètua de Gaià, en qualitat de màxim dirigent de la política esquerrana de la comarca i braç dret i home de confiança del diputat montblanquí Josep Folch i Folch. També el consideraven dirigent del moviment revolucionari de 1934 a Sarral i Vallfogona de Riucorb.
El 5 de juny, finalitzada la instrucció del procés, Lluís Solà fou traslladat a la presó de la Punxa de Tarragona a l'espera del consell de guerra, que tingué lloc el divendres 23 de juny de 1939 a l'edifici de l'Audiència de Tarragona, a la plaça d'en Pallol. El fiscal demanà per a ell la pena de mort, pena que el consell confirmà en deliberació secreta. Un tribunal sense cap mena de legitimitat, després d'un procés en el qual l'inculpat no tingué cap possibilitat de gestionar la seva defensa, el declarà culpable en concepte d'autor del delicte de rebel·lió militar.
Acabat el judici, Lluís Solà fou traslladat a la presó de Pilat, la presó provincial, que tenia aleshores la seva seu en aquesta construcció romana amb afegits medievals, coneguda com a castell o torre de Pilat, situada a la plaça del Rei de la ciutat de Tarragona. A la sala 3a d'aquest llòbrec edifici convisqué amb el jove Josep Subirats i Piñana, també condemnat a mort, el qual al cap de molts anys el recordava encara: «el 20 d'octubre de 1939 afusellaren Lluís Solà i Padró, qui fou alcalde de Santa Coloma de Queralt abans de la guerra. La seva execució va deixar cicatrius en la meva sensibilitat, tanta era l'estima que ens teníem».

## Execució. 20 d'octubre de 1939
Les gestions dutes a terme per aconseguir l'indult no donaren cap resultat, i el dia 7 d'octubre Franco donà l’enterado a la sentència de mort dictada contra Lluís Solà pel consell de guerra permanent de Tarragona. La pena s'executà a les 6 h de la matinada del divendres 20 d'octubre de 1939, a la muntanyeta de l'Oliva, prop del cementiri de Tarragona. Amb ell foren afusellats 42 companys més. La matinada del dia anterior havien estat afusellats uns altres 42 condemnats, entre ells el seu convilatà Joan Veciana Soto, de 51 anys. Lluís Solà tenia 48 anys.
El P. Joan Calaf Balcells (1890-1961), jesuïta, va atendre humanament i espiritualment Lluís Solà en els seus últims moments, el qual li confià la carta de comiat que havia escrit uns instants abans perquè la lliurés als seus familiars. Aquests s'assabentaven de l'execució el mateix dia, per mitjà d'una llista penjada a la paret de la presó. Carme Tolosa, la seva esposa, avisada a temps per uns amics de Tarragona, s'hi desplaçà en taxi des de Santa Coloma de Queralt el mateix divendres 20 d'octubre, acompanyada dels seus fills Joan i Teresa, i del seu cunyat Josep. Els cossos dels afusellats eren dipositats al cementiri, en senzilles caixes de fusta sense pintar, a l'espera que fossin identificats i reclamats pels familiars. Aquells dels quals ningú no es feia càrrec eren enterrats en una fossa comuna. L'hagueren de cercar caixa per caixa; el taüt de Lluís Solà era un dels darrers i, en destapar-lo, els aparegué ben vestit i afaitat, i gairebé sense rastre de sang en el cos: en el seu front, el forat net, precís, del tret de gràcia.
Fou enterrat al nínxol núm. 22 de la secció 6a, en un sector del cementiri de Tarragona que actualment ja no existeix i que es destinava als afusellats. El 21 d'octubre s'inscrivia la seva defunció al registre civil de la ciutat: «En Tarragona, provincia de id., a las dieciséis horas y treinta minutos del día veintiuno de Octubre de mil novecientos treinta y nueve, ante D. Joaquín Delclós Baluey, Juez municipal accidental y D. Bernardo Montserrat Baldrich, secretario habilitado, se procede a inscribir la defunción de D. Luis Solá Padró, de edad cuarenta y ocho años, natural de Santa Coloma de Queralt, hijo de D. José y de Doña María, domiciliado en el mismo, de profesión escribiente y de estado casado. Falleció en esta Ciudad el día de ayer, a las seis horas, a consecuencia de hemorragia interna, según resulta de oficio y certificación facultativa recibidos y reconocimiento practicado, y su cadáver habrá de recibir sepultura en el Cementerio de esta Ciudad». El 22 de desembre de 1965 les seves despulles foren traslladades al cementiri de Santa Coloma de Queralt, on reposen en un nínxol amb una senzilla làpida amb una creu i una inscripció que diu: «Lluís Solà Padró i família».

## Text de la carta de comiat

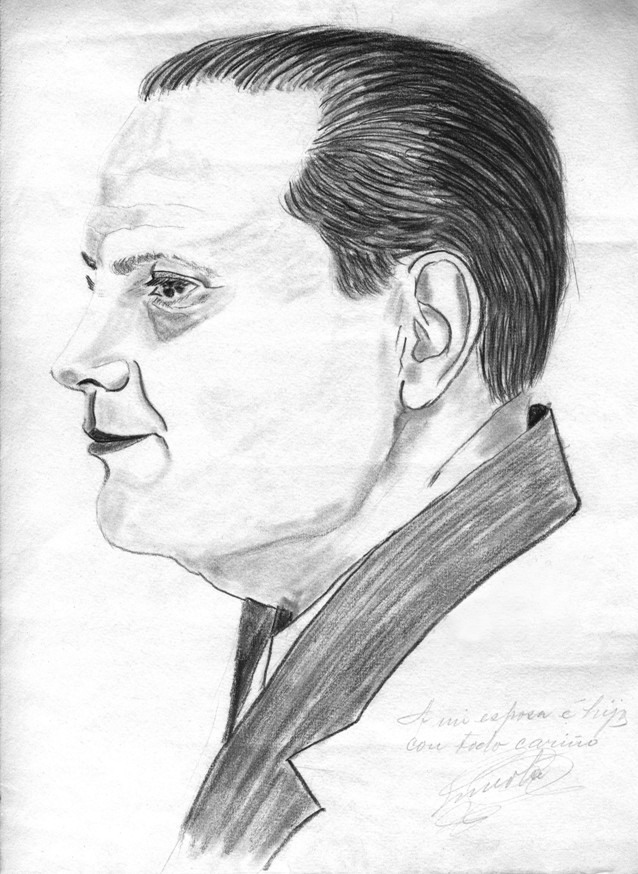
Lluís Solà Padró, dibuix al natural (14-6-1939)

La va escriure, en castellà, des de la presó de Pilats de Tarragona, la nit del 19 al 20 d'octubre de 1939, quan el posaren en capella, unes tres hores abans de la seva execució.
«A la meva estimada esposa, als meus estimats fills:
Quan arribi a les vostres mans aquesta carta, la meva carta pòstuma, hauré deixat d'existir. Rebeu amb ella el meu últim alè, estimeu-vos molt, tant com jo us estimo, viviu amb dignitat com jo he viscut i moro. Sabeu prou bé que tinc la consciència neta i tranquil·la i això em dona enteresa i serenitat completa per arribar a l'últim moment de la meva vida. Seguiu les pràctiques que Crist ens ha ensenyat, no feu cap mal a ningú i feu tant de bé com pugueu. Recordeu-me pel que m'estimeu i no vull que niïn en vosaltres ni rancors ni odis ni remotament cap mena de venjança. La meva resposta al mal que m'han fet, resposta que ha de ser la vostra, és aquesta: Perdó! He viscut honrat, sóc honrat i moro honrat amb la consciència tranquil·la, prompte a comparèixer davant el Tribunal de Déu, l'únic que no s'equivoca. Moro cristianament, reseu per mi, estimada esposa, Carme de la meva ànima, i vosaltres, fills del meu cor. Dediqueu-me un funeral, i és el meu desig que aviseu només la família. He arribat al final del meu destí, trist destí! Estic molt agraït a totes les persones que s'han interessat per mi; feu-los present a totes aquest agraïment donant-los de part meva expressives gràcies. A Josep M. Requesens, especialment, el meu reconeixement més expressiu i sincer, així com a Cèsar, a Josep Pere, a Mundi i a tots els qui us han distingit amb les seves atencions. A tota la família, gràcies per tot. No els esmento perquè al·ludeixo a tots, els meus germans, els teus germans, nebots i altres, a tots els tinc presents en aquests moments, els últims de la meva vida. Adéu esposa meva, adéu fills meus: resigneu-vos. Esposa meva, diposito en aquesta carta un petó que transmetràs als nostres fills amb tot l'ardor del meu cor. Escriviu al meu germà Joan i digueu-li que el seu nom el tinc unit als vostres en aquests moments i que desitjo que ben aviat recobri la llibertat i pugui reunir-se amb els seus. Adéu per sempre. Rebeu milions de besades i abraçades del vostre espòs i pare que us idolatra.
Lluís Solà, Tarragona, Presó de Pilat, en la nit del 19 al 20 d'octubre de 1939».

## Rehabilitació
- El dia 3 d'octubre de 1992, l'Ajuntament de Santa Coloma de Queralt, presidit pel batlle Josep M. Riba Satorras, proclamà Lluís Solà Padró fill predilecte de la vila en el transcurs d'una sessió plenària extraordinària, en reconeixement de la seva tasca al capdavant del primer consistori republicà i, sobretot, pel seu trajecte de rectitud i coherència personal. Com a record material d'aquest gest, s'inaugurà un monòlit al passeig de la Muralla, una roca procedent de la muntanya de Montserrat, i una placa amb aquesta inscripció: «En record i homenatge a Lluís Solà i Padró, batlle de la vila (1931-1934). Santa Coloma de Queralt, 3-X-1992».

- L’any 2007 l’Associació Cultural Baixa Segarra de Santa Coloma de Queralt va editar l’obra El meu nom, que és el vostre. Lluís Solà Padró. Cartes de la presó i procés sumaríssim, preparada per Josep M. Carreras, Silvestre Palà i Lluís Solà, amb el suport de la Generalitat de Catalunya (memorial democràtic), la Diputació de Tarragona, el Consell Comarcal de la Conca de Barberà i l’Ajuntament de Santa Coloma de Queralt. La publicació inclou la transcripció de totes les cartes de la presó juntament amb altres documents relacionats, un relat biogràfic sobre Lluís Solà Padró acompanyat d’un estudi del context històric i polític i de la seva gestió al capdavant de l’Ajuntament, i l'estudi i transcripció del procés sumaríssim, dipositat actualment a l’Arxiu del Tribunal Militar Territorial Tercero, a Barcelona. El P. Hilari Raguer, monjo de Montserrat i historiador de la guerra civil, en va fer la presentació a Santa Coloma de Queralt el dia 30 de novembre de 2007.[3]

- El dia 16 de gener de 2010 es va inaugurar una placa a la fossa comuna del cementiri de Tarragona, el lloc on eren enterrats els afusellats que no reclamava ningú. En aquesta placa, presidida per una frase del poema Campanades a morts de Lluís Llach: «D’aquells que han mort sense tenir el cap cot», es recullen els noms —759–– de totes les persones afusellades pel franquisme a Tarragona, entre elles Lluís Solà Padró. A la placa hi consten també els noms de les poblacions d’origen de les víctimes, i aquest colofó: «De les persones sepultades en aquest cementiri que van perdre la vida per haver defensat la dignitat, les llibertats i els drets individuals i col·lectius, l’autogovern de Catalunya i la legalitat republicana (1939-1948)». Aquest gest de recuperació de la memòria va ser patrocinat per la Generalitat de Catalunya i l’Ajuntament de Tarragona. A més de la dignificació de la fossa comuna del cementiri, es va inaugurar un espai museístic a la Torre del Pretori, al lloc on hi havia hagut la presó de Pilat.[4][5]